# Vila Primavesi
Vila Primavesi je jedna z nejcennějších staveb vídeňské secese ve střední Evropě. Nachází se v Olomouci, v Univerzitní ulici 7. Byla postavena v letech 1905–1906 na objednávku manželů Otty a Eugenie Primavesiových jako městské sídlo jejich rodiny. V roce 2010 byla prohlášena národní kulturní památkou České republiky.

## Historie
Vila byla postavena mezi lety 1905–1906 podle návrhu architektů Franze von Krausse a Josefa Tölka. Stavebníkem byl Otto Clemens Primavesi, bankéř a podnikatel italského původu, jehož rod přišel na Moravu koncem 18. století. Odkoupil dva staré renesanční domy v historickém jádru města nad hradbami v blízkosti kostela svatého Michala a na jejich místě nechal postavit secesní vilu pro svou rodinu. Až do roku 1918 mecenášská rodina Primavesi postupně doplňovala interiér i zahradu vily uměleckými díly nejvyšší kvality. Díky známosti s předním secesním malířem Gustavem Klimtem se zde ocitlo několik jeho děl (portrétoval i členy rodiny Primavesi). Pro rodinu tvořil také sochař Anton Hanak, jehož díla Dítě nad všedním dnem, Modlitba, Ponocný, busta Eugenie (Mädy) Primavesi a další doplňovala interiér i exteriér vily.  O deset let později došlo k menším  úpravám vily, které vedl architekt Josef Hoffmann. 

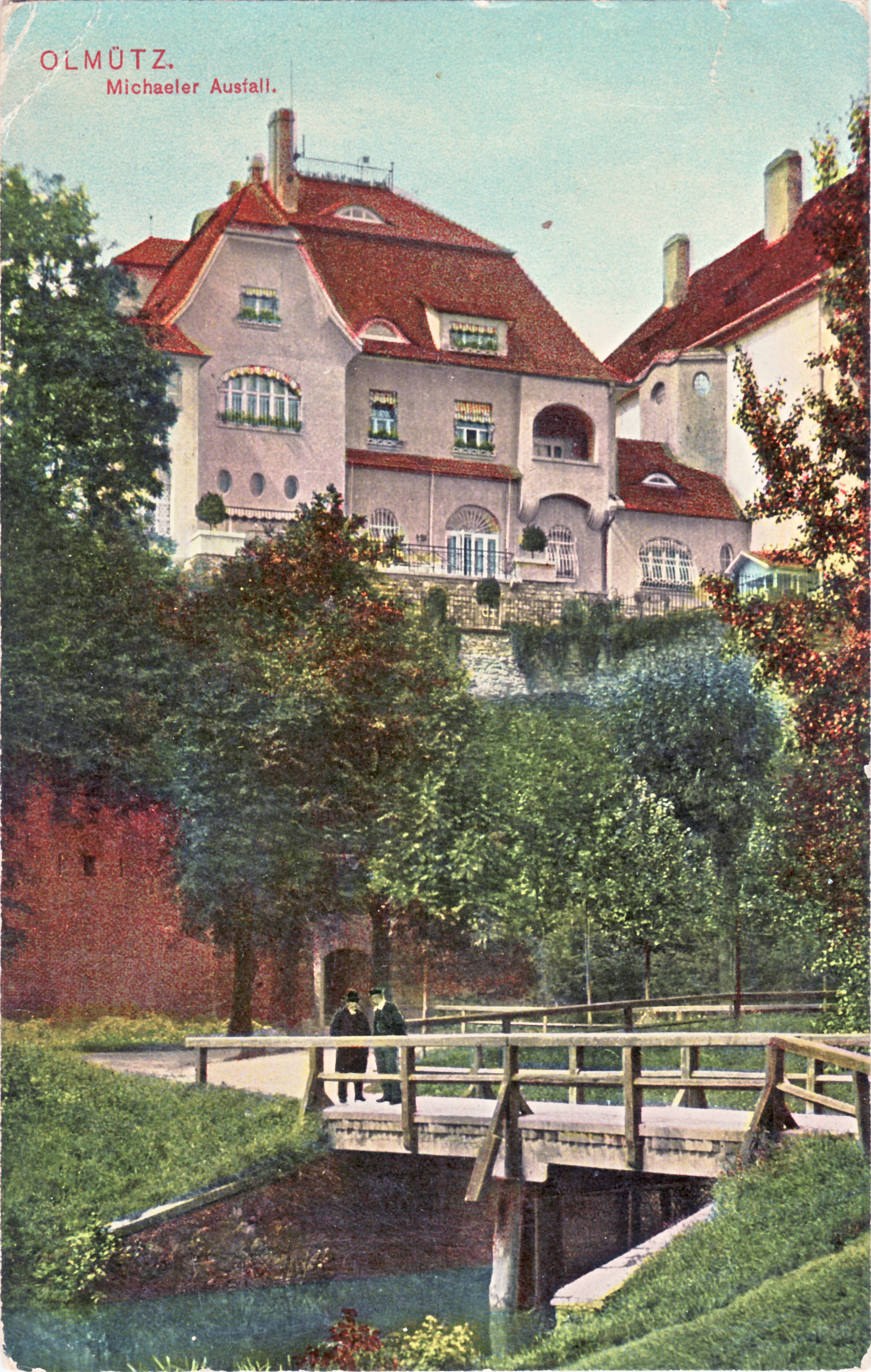
Vila Primavesi před rokem 1918, pohled z dnešních Bezručových sadů

Po vzniku Československa rodina Primavesi postupně  prodala své majetky na Moravě  a přesídlila do Vídně. V roce 1923 prodali vilu v Olomouci Akciové rafinerii rolnických cukrovarů v Přerově.
Vlastníkem vily se roku 1926 stal MUDr. František Koutný z Litovle a vybudoval v ní soukromé sanatorium. Došlo k výraznější přestavbě vily, byla změněna koncepce prvního a třetího patra. Byla také odstraněna většina Hanakových prací. Některé z nich odkoupila rodina Ottahalových a druhotně je umístila na zámku v Náměšti na Hané (socha Ponocného z průčelí vily), Hanakova socha Živá voda byla osazena na rodinném hrobě Ottahalových na Ústředním hřbitově v Olomouci. Přízemí sloužilo jako byt rodiny doktora Koutného, další patro pro provoz sanatoria, v podkroví byl ubytován personál (řádové sestry). V prvním poschodí byly přistavěny dva  operační sály s velkými okny.
V roce 1939 se majitelem sanatoria stal MUDr. Robert Pospíšil, který je provozoval bez zásadních úprav až do roku 1952. Vila byla znárodněna  a přebudována na pobočku Okresního ústavu národního zdraví. Lůžkové oddělení bylo zrušeno a interiéry upraveny  pro používání prostor jako ambulantního zařízení. V tomto období docházelo k postupné devastaci zbylého inventáře.  V 80. letech 20. století byla vila prohlášena kulturní památkou moderní architektury. Roku 1992 byla v restituci vrácena dědicům MUDr. Pospíšila a přestaly zde být poskytovány lékařské služby. O vilu projevily zájem různé podnikatelské subjekty, plán na celkovou rekonstrukci však zkrachoval a devastace vily se zrychlila.
V roce 1997 majitelka přistoupila k postupné rekonstrukci vily. Během dalších let byly v horních patrech vybudovány malometrážní byty,  nižší podlaží byla přebudována na kancelářské a reprezentační prostory pro firmy. Přízemí bylo zrekonstruováno do původní podoby, v suterénu vznikla restaurace s venkovním posezením na terase. Podařilo se dohledat část původního inventáře a po restaurování jej vrátit do interiéru. Byla provedena i rekonstrukce fasády. Roku 2010 byla vila zařazena mezi národní kulturní památky.
Vila je z části přístupná veřejnosti, konají se zde komentované prohlídky. V přízemí jsou pořádány různé kulturní a společenské akce. Prostory ve vyšších podlažích  jsou využívány ke komerčnímu pronájmu, jsou zde kanceláře a pokoje k ubytování turistů. Suterén s terasou je využíván jako kavárna nebo restaurace.

## Popis

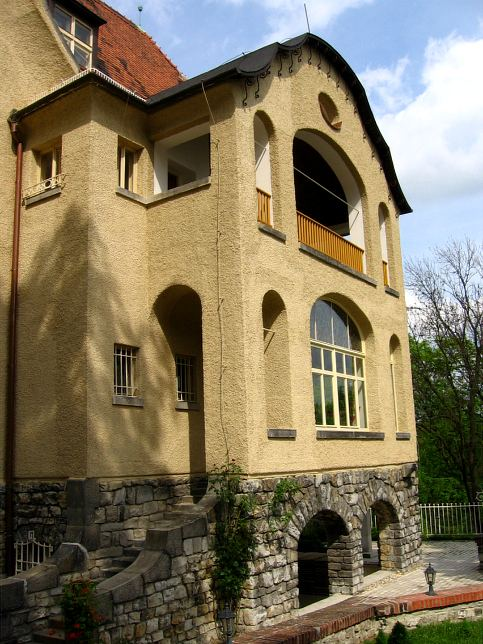
Zahradní průčelí s lodžií

Vila je výjimečným příkladem spojení vídeňské a anglické secesní architektury, znatelný je též vliv baroka, které vilu obklopuje. Jezuitský konvikt a kostel sv. Michala vila svou barokizující dispozicí nijak neohrožovala, ba naopak, zapadla do svého o téměř 200 let staršího okolí. Navrhli ji vídeňští architekti Franz von Krauss a Josef Tölk. Postavena firmou Mrasek. Na zajímavém pozemku na hradbách historického jádra města postavili v letech 1905–1906 členitou stavbu s vysokou mansardovou střechou. Od ulice je oddělena zdí s profilovaným okrajem krytým taškami. Oplocení nad hradbami je provedené kovovou mříží.
Interiér tvoří především centrální obytná hala s dřevěným schodištěm a krbem, jídelna a přiléhající salony. Halu osvětluje velké okno s barevnou vitráží představující město Olomouc na vedutě z roku 1706. Lze vstoupit na terasu s výhledem do parku a do jídelny s navazující zimní zahradou. Do vyšších pater vede točité kamenné schodiště ve válcovité věži.

V interiéru se dodnes zachovaly skvosty secesního uměleckého řemesla, většinou pocházející z dílen Wiener Werkstätte podle návrhu Antona Hanaka: jídelní stůl a židle, obložení stěn, kryty ústředního topení, krb, mozaiková fontána s plastikou hlavy pravděpodobně Mädy Primavesi. Dřevěné schodiště anglického typu, vedoucí do prvního patra na galerii po obvodu všech 4 stěn s prvkem Bay Window.
Vila byla na svou dobu i velmi dobře technicky vybavena, s ústředním topením, automatickým centrálním vysavačem či vlastní elektrárnou.

## Galerie

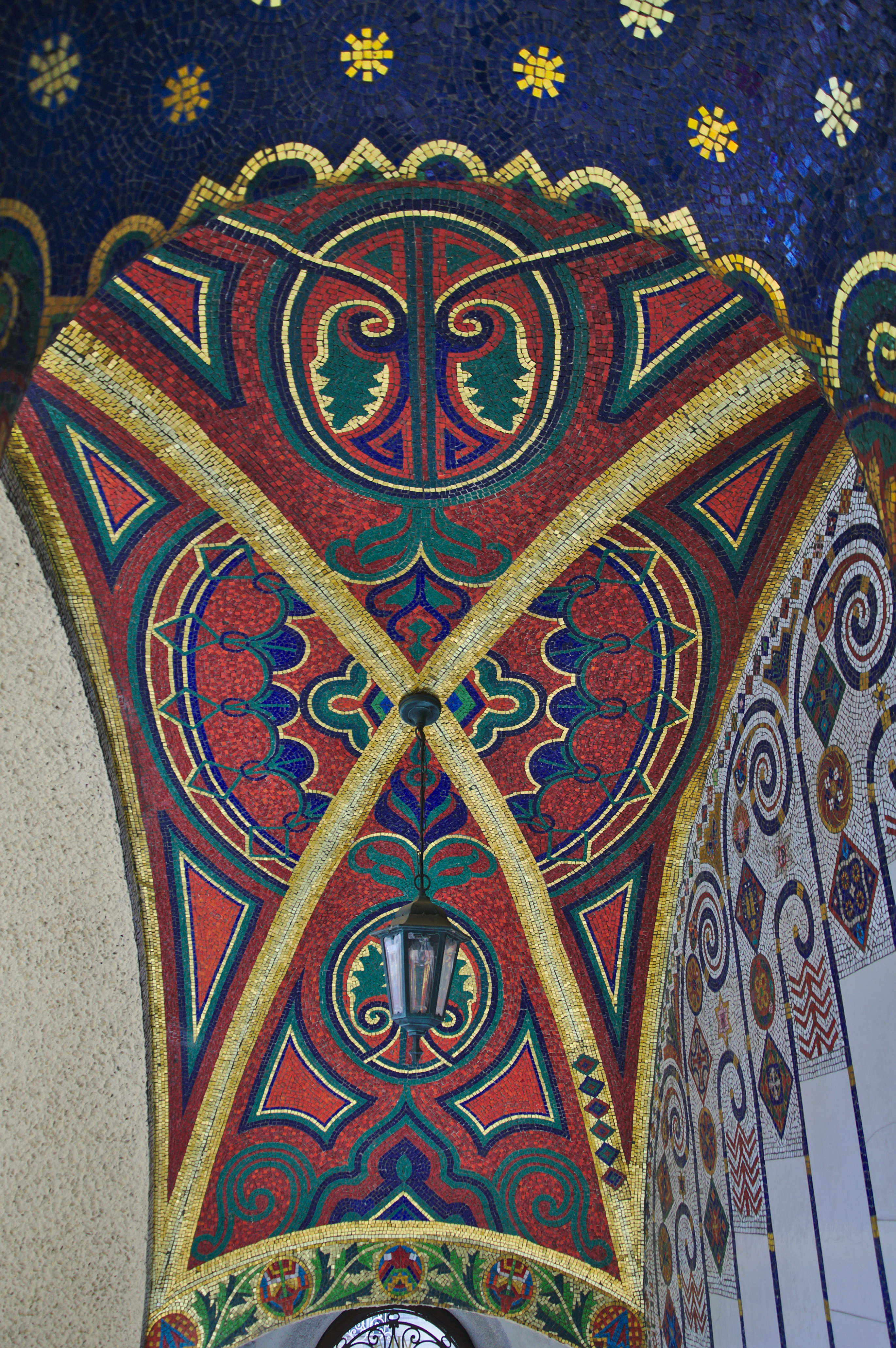
Mozaika nad hlavním vchodem
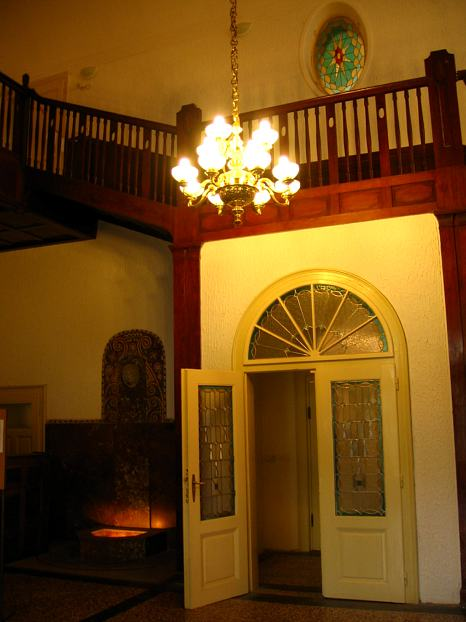
Pohled do obytné haly
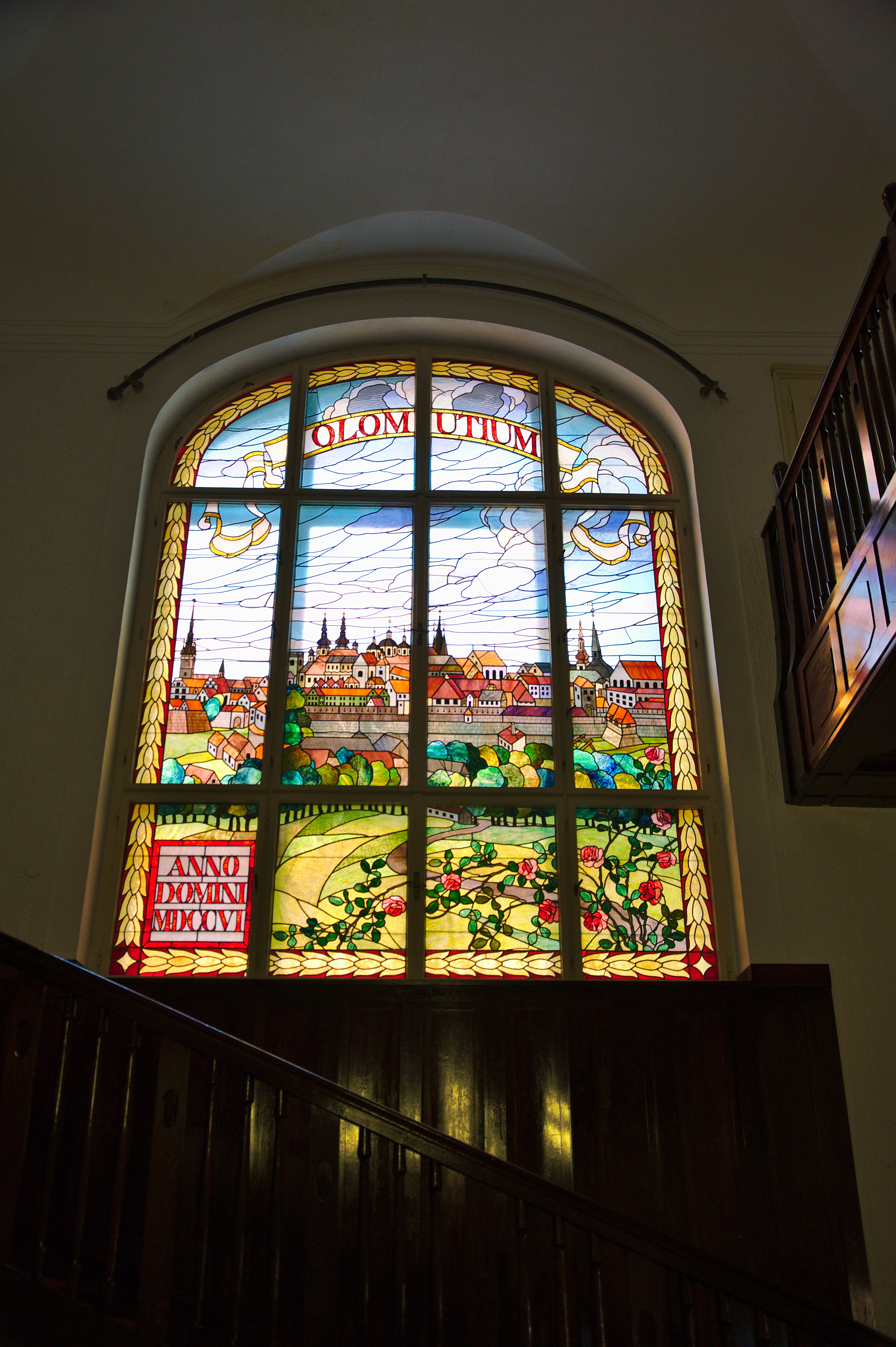
Vitráž s motivem Olomouce v obytné hale
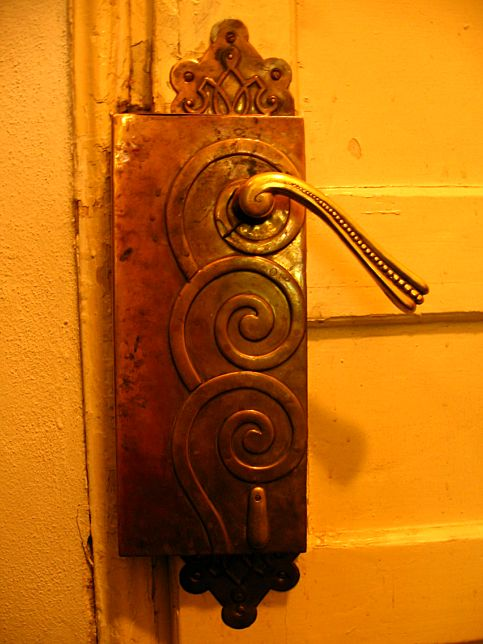
Ozdobná klika vstupních dveří
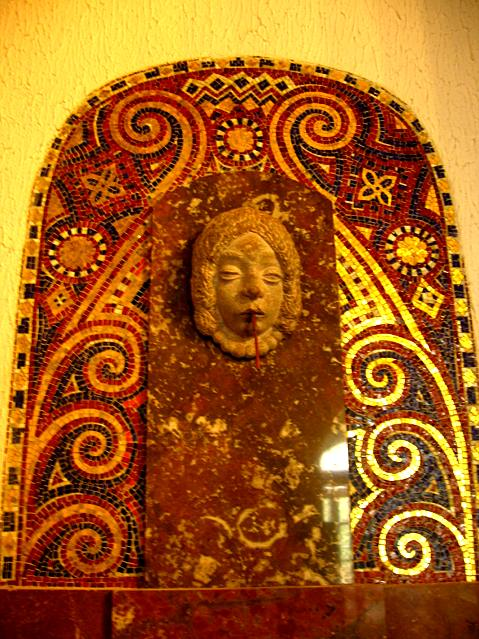
Mozaiková fontána v obytné hale
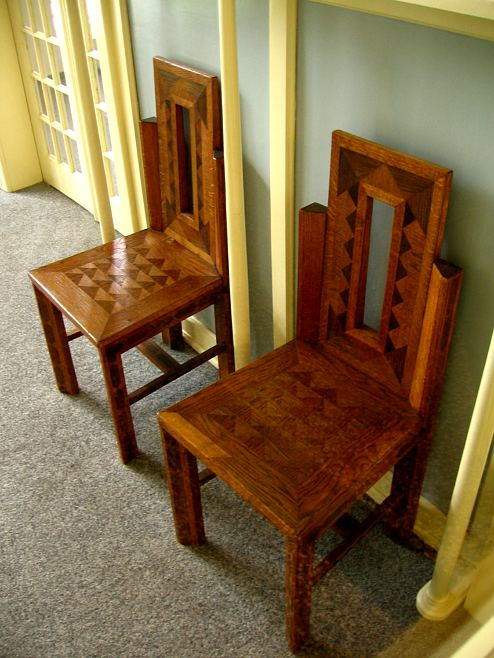
Secesní židle z původního inventáře vily